# Kasper Mertz
Kasper Mertz (født 27. maj 1988) er en dansk fodboldspiller, som spiller og har spillet det meste af sin karriere i  Næstved BK . Han har også spillet for Nykøbing FC. 
Han har spillet det meste af sin karriere i 1. division. Han har spillet omkring 200 kampe.
Han er højre back og har scoret ganske mange mål, på trods af sin position som forsvarer. Han kan også spiller wingback og midterforsvar.